# دميت
دميت هي إحدى القرى اللبنانية من قرى قضاء الشوف في محافظة جبل لبنان.
تبعد عن بيروت 40 كلم للوصول اليها عن طريق خلدة الدامور  مخرج بيت الدين للوصول إلى دميت تمر بجانب المشرف ملتقى النهرين دميت ترتفع دميت عن سطح البحر 400 متر يمر في دميت نهر ينبع في الصفا , يوجد على ضفه النهر منتجع سياحي بيئي eco village , عدد سكان بلدة دميت حوالى 1500 نسمه ......